# Octave Selb
Octave Hubert Louis Marie Selb, né le 13 octobre 1847 à Anvers et décédé le 9 février 1912 fut un homme politique belge catholique.
Selb fut commerçant; il fut juge, puis président du Tribunal de Commerce, membre du Comité d'Escompte (1900), puis censeur (1908) représentant le Haut Commerce anversois au sein du conseil général de la Banque nationale de Belgique.
Il fut élu sénateur provincial de la province d'Anvers (1894-1912).

## Sources
- Bio sur ODIS